# Cloudflare
Cloudflare Inc, és una empresa dels EUA que proveeix una xarxa de distribució de continguts, serveis de seguretat internet i serveis de DNS. La seu de Cloudflare és a San Francisco, EUA, amb delegacions a Londres, Singapur, Champaign, Austin, Boston, Washington DC i es va fundar el 2009.

## Història
Cloudflare va ser fundada el juliol de 2009 per Matthew Prince, Lee Holloway i Michelle Zatlyn. Prince i Holloway havien col·laborat anteriorment al Project Honey Pot, un producte de Unspam Technologies que va servir d'inspiració per a la base de Cloudflare. Des del 2009, l'empresa va ser finançada amb capital risc. El 15 d'agost de 2019, Cloudflare va presentar la seva presentació S-1 per a la sortida a borsa a la Borsa de Nova York amb el ticker NET. Es va obrir a la negociació pública el 13 de setembre de 2019 a 15 dòlars per acció.
El 2020, la cofundadora i COO de Cloudflare Michelle Zatlyn va ser nomenada presidenta, la qual cosa la va convertir en una de les poques dones presidentes d'una empresa tecnològica que cotitza en borsa als Estats Units.

## Serveis
- Protecció davant atacs DDoS.
- Tallafocs web (Firewall).
- Servidor DNS.
- Servidor Reverse proxy.
- Xarxes de distribució de continguts.